# Anna Gavendová
Anna Gavendová, rozená Handzlová (4. července 1946 Třinec – 10. května 2020 Třinec), byla dlouholetou závodnicí v orientačním běhu, reprezentantkou Československa, též trenérkou.

## Životopis
Anna Gavendová, roz. Handzlová, pracovala od roku 1964 až 1987 v Třineckých železárnách (TŽ), při zaměstnání vystudovala střední průmyslovou školu (SPŠ) a následně dva ročníky vysoké školy trenérského zaměření.
Byla čtrnáct let členkou reprezentačního družstva v orientačním běhu, 225krát startovala za Československo, na mistrovstvích světa v letech 1972–1980 získala čtyři bronzové medaile v závodech štafet, na 10. a 11. místo dosáhla i v soutěžích jednotlivců. Na mistrovstvích republiky získala 18 zlatých, 20 stříbrných a 15 bronzových medailí. Za vynikající reprezentaci ČSSR obdržela Anna Gavendová tituly „mistr sportu“ a „zasloužilý mistr sportu“.
Od roku 1987 pracovala v Tělovýchovné jednotě TŽ (TJTŽ Třinec). Po ukončení reprezentace v roce 1981 se začala intenzivně věnovat trenérské práci v třineckém oddílu orientačního běhu, od roku 1989 do roku 1997 byla trenérkou reprezentačního družstva žen České republiky. Vedle toho trénovala v Třinci spolu s manželem Ottou Gavendou skupinu děvčat Ladies Orienteering Team Třinec, která se stala světovou špičkou.
Od ukončení aktivní závodní činnosti se věnuje mládeži. Se členy oddílu orientačního běhu organizuje akce pro mládež, např. Beskydský azimut mládeže, od roku 2004 pořádá každoročně Memoriál Otty Gavendy.
V roce 2012 byla uvedena do Síně slávy orientačního sportu.

## Sportovní kariéra

### Přehled největších úspěchů
| Mistrovství světa          | Štafety  |
| -------------------------- | -------- |
| Československo (Jičín)     | 3. misto |
| Dánsko (Viborg)            | 3. misto |
| Lyžařské mistrovství světa | Štafety  |
| Bulharsko (Velingrad)      | 3. misto |
| Švédsko (Avesta)           | 3. misto |

### Umístění na MČSSR
| Umístění na Mistrovství České republiky v orientačním běhu | Umístění na Mistrovství České republiky v orientačním běhu | Umístění na Mistrovství České republiky v orientačním běhu | Umístění na Mistrovství České republiky v orientačním běhu | Umístění na Mistrovství České republiky v orientačním běhu |
| Rok                                                        | Kategorie                                                  | Klasická trať                                              | Dlouhá trať                                                | Noční                                                      |
| ---------------------------------------------------------- | ---------------------------------------------------------- | ---------------------------------------------------------- | ---------------------------------------------------------- | ---------------------------------------------------------- |
| 1966                                                       | D20 – juniorky                                             | disk                                                       |                                                            |                                                            |
| 1967                                                       | D21 – ženy                                                 | 11. místo                                                  |                                                            |                                                            |
| 1968                                                       | D21 – ženy                                                 | 4. místo                                                   |                                                            |                                                            |
| 1969                                                       | D21 – ženy                                                 | 4. místo                                                   |                                                            |                                                            |
| 1970                                                       | D21 – ženy                                                 | 1. místo                                                   |                                                            |                                                            |
| 1971                                                       | D21 – ženy                                                 | 3. místo                                                   |                                                            |                                                            |
| 1972                                                       | D21 – ženy                                                 |                                                            |                                                            | 1. místo                                                   |
| 1973                                                       | D21 – ženy                                                 | 1. místo                                                   |                                                            | 1. místo                                                   |
| 1974                                                       | D21 – ženy                                                 | 9. místo                                                   |                                                            |                                                            |
| 1975                                                       | D21 – ženy                                                 | 1. místo                                                   |                                                            | 9. místo                                                   |
| 1976                                                       | D21 – ženy                                                 | 4. místo                                                   |                                                            |                                                            |
| 1977                                                       | D21 – ženy                                                 |                                                            | 2. místo                                                   | 7. místo                                                   |
| 1978                                                       | D21 – ženy                                                 | 4. místo                                                   |                                                            | 3. místo                                                   |
| 1979                                                       | D21 – ženy                                                 | 3. místo                                                   | 6. místo                                                   | 2. místo                                                   |
| 1980                                                       | D21 – ženy                                                 | 5. místo                                                   | 5. místo                                                   | 2. místo                                                   |
| 1981                                                       | D21 – ženy                                                 | 8. místo                                                   | 4. místo                                                   |                                                            |
| 1982                                                       | D21 – ženy                                                 | 7. místo                                                   |                                                            |                                                            |
| 1983                                                       | D21 – ženy                                                 | 11. místo                                                  | 4. místo                                                   |                                                            |
| 1985                                                       | D21 – ženy                                                 | 18. místo                                                  | 9. místo                                                   |                                                            |
| 1986                                                       | D21 – ženy                                                 | 22. místo                                                  | 7. místo                                                   |                                                            |
| 1987                                                       | D21 – ženy                                                 | 20. místo                                                  |                                                            |                                                            |

## Vyznamenání a ocenění
- Medaile mistrovství světa 1972 (bronz)
- Medaile mistrovství světa 1974 (bronz)
- Medaile lyžařské orientační mistrovství světa 1977 (bronz)
- Medaile lyžařské orientační mistrovství světa 1980 (bronz)
- Zasloužilý mistr sportu[kdy?]
- V roce 2002 a 2004 byla vyhlášena trenérkou roku Moravskoslezského kraje[2]
- 2012 byla Českým svazem orientačních sportů (ČSOS) uvedena do síně slávy
- 2016: Cena města Třince[3]
- 2016: U příležitosti jejího životního jubilea jí Výkonný výbor České unie sportu udělil medaili za celoživotní práci a výjimečný přínos pro rozvoj tělovýchovy a sportu.[4]